# Bhagwatikumar Sharma

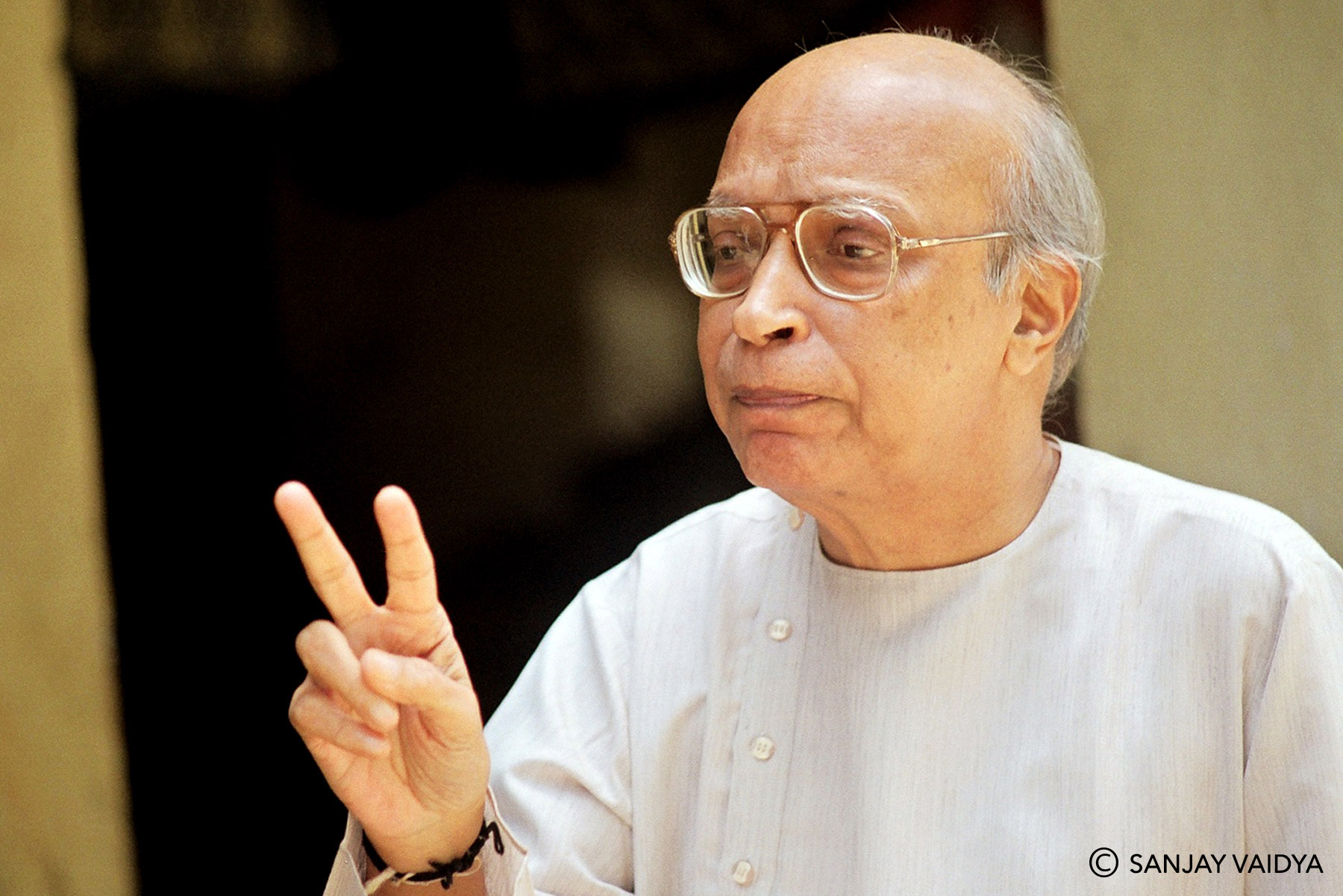
Bhagwatikumar Sharma, 1999

Bhagwatikumar Hargovind Sharma (en guyaratí: ભગવતીકુમાર હરગોવિંદ શર્મા, Surat, 31 de mayo de 1934-ibídem, 5 de septiembre de 2018) fue un escritor y periodista indio.
Escribió novelas, relato corto y ensayo. Entre otros, obtuvo los premios Ranjitram Suvarna Chandrak en 1984 y el  Sahitya Akadem en 1988.
Se casó con su esposa Jyotiben en 1953, quien falleció en 2009.

Firma